# Mikkel Brodersen
Mikkel Brodersen (født 13. januar 1823 i Ballum nord for Tønder, død 28. februar 1898 sammesteds) var en dansk gårdmand og politiker.
Brodersen var søn af gårdejer og tidligere kaptajn Anders Brodersen. Han var elev på Rødding Højskole og senere bestyrer af sin mors gård i fødebyen Ballum. Han overtog gården i 1852 og havde den indtil 1882 hvor den overgik til hans søn.
Brodersen var medlem af Folketinget valgt i Ribe Amts 5. valgkreds (Bredebrokredsen) 1852-maj 1853. Ved folketingsvalget i 1852 vandt han med kun 40 stemmer mod 31 stemmer til møller Niels Andersen Hansen. Han blev genvalgt ved folketingsvalget 26. februar 1853 med 234 stemmer, og genopstillede ikke ved valget 27. maj 1852.